# Équipe de Colombie de rink hockey
L'équipe de Colombie de rink hockey est la sélection nationale qui représente la Colombie en rink hockey.

## Sélection actuelle
Effectif pour le championnat du monde 2015
| Nom              | Poste           | Club            |
| ---------------- | --------------- | --------------- |
| Juan García      | Gardien         | Caldas          |
| Juan Canizales   | Gardien         | Valle del Cauca |
| Jonathan Giraldo | Joueur de champ | Caldas          |
| José Lopez       | Joueur de champ | Meta            |
| Luis Martinez    | Joueur de champ | Caldas          |
| Luis Castillo    | Joueur de champ | Tolima          |
| Luis Toro        | Joueur de champ | Tolima          |
| David Castaño    | Joueur de champ | Antioquia       |
| Daniel Hoyos     | Joueur de champ | Caldas          |
| Camilo Ramirez   | Joueur de champ | Caldas          |

Entraîneur :  André Torres